# Crotalaria topouensis
Crotalaria topouensis là một loài thực vật có hoa trong họ Đậu. Loài này được Debb. miêu tả khoa học đầu tiên.